# ساشا كالي
ساشا كالي هي ممثلة أمريكية ولدت في مدينة بوسطن، وهي لها أصول كولومبية.